# Čajovník čínský
Čajovník čínský (Camellia sinensis či též Thea sinensis) je stálezelená kulturní rostlina z rodu čajovník (Camellia), původem z jižní a jihovýchodní Číny a přilehlých území Vietnamu, Laosu, Barmy a Indie. Rostlina se pěstuje jako keř nebo strom na plantážích v tropických a subtropických oblastech v různých nadmořských výškách (až nad 2000 m) po celém světě.[zdroj?] Sušená a tzv. fermentovaná, různými způsoby upravovaná poupata (tipsy) a listy této rostliny se využívají hlavně k přípravě nápojů – čaje. Z větviček se v Japonsku připravuje speciální druh hořkého čaje nazývaný kukiča.

## Etymologie
Většina cizojazyčných názvů pro čajovník pochází z čínského slova pro čaj, resp. z čínského znaku. Portugalští obchodníci dováželi čaj z oblastí Macaa a tak jméno přijali z kantonské čínštiny jako čcha, odtud například české „čaj“ nebo portugalské „chá“. Druhou variantou výslovnosti je z oblasti Fu-ťienu a Tchaj-wanu a to „tê“, kterou používali holandští obchodníci, obchodující s touto oblastí. Odtud pochází například anglické „tea“, francouzské „thé“ či třeba norské „te“.

## Historie a původ
Čajovník pochází z jihovýchodní Asie. První písemné zmínky o čaji známe ze třetího století n. l.[zdroj?], nicméně četné legendy vypráví o objevení čajovníku jakožto rostliny poskytující podivuhodný nápoj již ve třetím tisíciletí př. n. l. První celistvé popisy v čele s proslulou Klasickou knihou o čaji mistra Lu Jü pochází z Číny z doby dynastie Tchang (7.–10. stol.). Postupem času rostla obliba čaje pro jeho výjimečnou chuť a blahodárné účinky nejenom v Číně. Čaj se brzy stal významným obchodním zbožím a po vodě nejoblíbenějším nápojem vůbec. Se zájmem o čaj stoupal také počet míst, kde byl čajovník pěstován.[zdroj?] V současnosti najdeme čajové plantáže převážně v Číně, Japonsku, Indii, Indonésii, ve Vietnamu, v oblasti Kavkazu, na Cejlonu a Tchaj-wanu, ale také v Evropě (oblast Gruzie a Azory), na Jávě, Sumatře či v jižní Africe.[zdroj?]

## Základní popis
Čajovník je stálezelená rostlina s listy různé velikosti, krátkými stonky, bílými květy (podobné květům třešní) a plody podobnými ořechu, ve skutečnosti dřevnaté trojpouzdré tobolky s jedním až třemi hnědými semeny. Lístky čajovníku jsou dlouhé zhruba 3–25 cm a široké 1–10 cm. Charakteristické je silné žebrování a jemné bílé chloupky na spodní straně listu, které jsou nejlépe viditelné na tzv. tipsech, což jsou ještě nerozvinuté pupeny listů. Čajovník kvete na podzim a celou zimu, květy jsou cizosprašné.

## Systematika
Systematika rodu čajovník (Camellia) není ustálena. V současné době se uvádí pouze jediný druh, čajovník čínský (C. sinensis). Ten se někdy člení na varietu sinensis a varietu assamica. Čajovník čínský je menší (až 6 m, většinou kolem 2–3 m), s menšími a tmavšími lístky, vhodný k pěstování ve vyšších subtropických oblastech s mírným klimatem; čajovník assamský je větší (dosahuje i 20–30 m) a pěstuje se ve všech výškových oblastech převážně v tropickém pásu.
Někdy se jako třetí druh uvádí čajovník indonéský neboli ceylonský, jenž se vlastnostmi nachází mezi zmíněnými základními druhy.[zdroj?]

## Pěstování

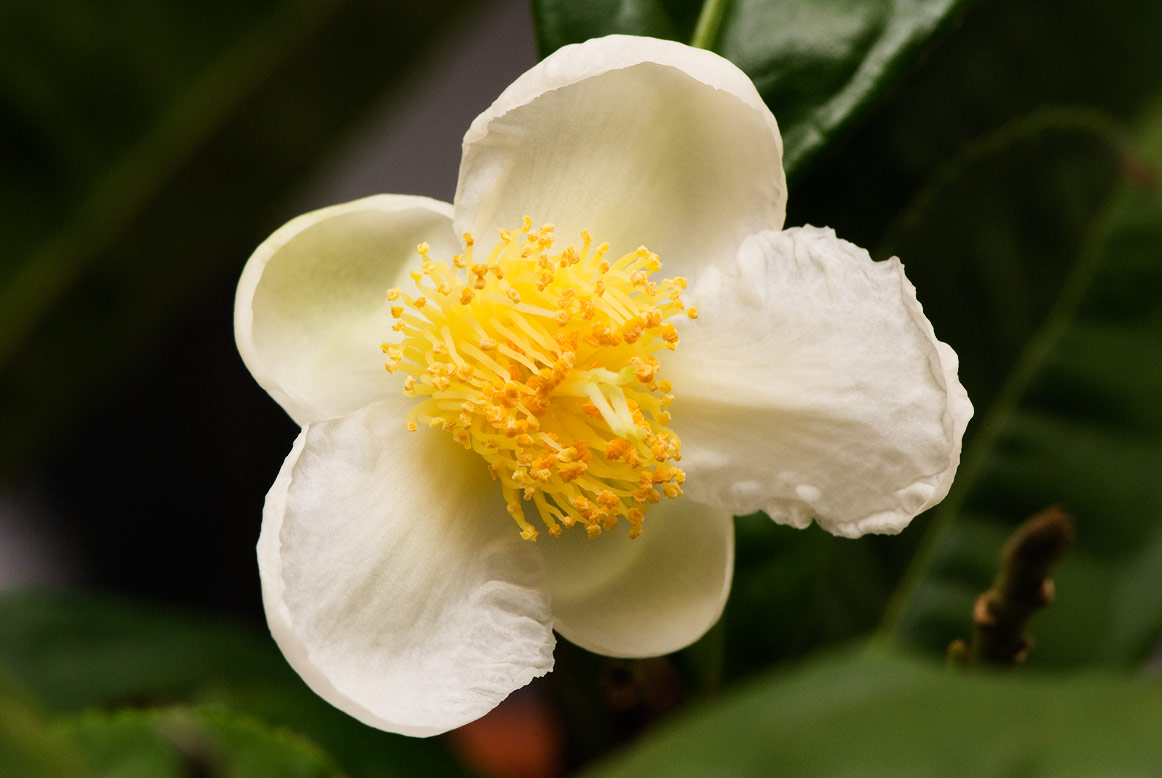
Květ čajovníku. (Průměr cca 1,5 cm)

Čajovník se pěstuje ze semen nebo řízků v subtropickém až tropickém podnebí,
Čajovník se pěstuje jako keř nebo strom na plantážích v tropických a subtropických oblastech v různých nadmořských výškách, od nížin až po vysokohorské oblasti nad 2000 m n. m. Čajovníky pěstované ve vyšších oblastech mají menší listy a chudší, nicméně většinou podstatně kvalitnější sklizeň. Množí se pomocí semen nebo řízků. Semena se pěstují v pařeništích a po půl roce se přesadí na plantáže. Řízky se přesazují osm měsíců po zakořenění. Zhruba po dvou letech jsou keře poprvé stříhány a po třech letech jsou připraveny na první sklizeň.
Čajovník je poměrně nenáročná rostlina, dobře snáší různé klimatické podmínky, vyžaduje velké množství srážek po celou dobu roku. Lze jej pěstovat i v chladnějších evropských podmínkách, pokud se na zimu pořádně zakryje, nejlépe slámou. Roste v různých půdních podmínkách, vhodná je hlinito-písčitá půda, v podmínkách mírného podnebného pásu se doporučuje pěstovat v rašelině a ve stále vlhké půdě. Čajovník nenávidí přemokření a nejraději má polostín. V Číně a Japonsku na plantážích přibližně půl roku před zasazením rostlinek sází vyšší stromy[zdroj?], aby jim vytvořili polostín. Čajovník dosahuje přirozeně velikosti 5–15 m (výjimečně i 30 m), na plantážích se však nenechává dorůst do větší výšky než 1 metr kvůli sběru lístků. Je stálezelený. Zejména v Japonsku bývá často zastiňován rohožemi, výsledný produkt je pak označován „Kabuse“. Keře se sází v dlouhých pravidelných řadách.

## Sklizeň
Lístky z nových keřů lze sklízet po třech letech, u čajů vyšších sort je to však později. Kvalitní čaj produkují asi třicet let. Doba sklizně se výrazně liší podle druhu čaje a hlavně místa pěstování. Většinou je přizpůsobena srážkám. Některé čaje, především nižší třídy, jsou sklízeny celoročně (až 30 sklizní). U kvalitnějších je to například i jen třikrát až čtyřikrát do roka. Kvalita sklizně během roku silně kolísá. Například plantáže v indickém Dárdžilingu produkují při svém prvním sběru v únoru a březnu špičkové čaje nejvyšší kvality, kdežto lístky ze třetího podzimního sběru jsou kvalitativně o několik tříd níž a často se používají pouze do směsí. Sklizně jsou vždy přesně načasované a striktně dodržované.
Čajové listy se sklízí většinou ručně – buď trháním prsty nebo stříháním nůžkami – nebo mechanicky speciálními stříhacími stroji (využíváno hlavně v Japonsku). Sklízí se vždy „tips“ spolu s přilehlými dvěma až pěti lístky. Nejkvalitnější jsou právě tipsy s nejmladšími lístky, proto čím větší je obsah tipsů, tím kvalitnější je čaj.

## Zpracování
Všechny druhy čaje (z listů – bílé, zelené, polozelené, černé; ze stonků atd.) pochází z této jediné rostliny. Dělí je od sebe hlavně stupeň fermentace. Zpracování se tedy liší podle druhu čaje.

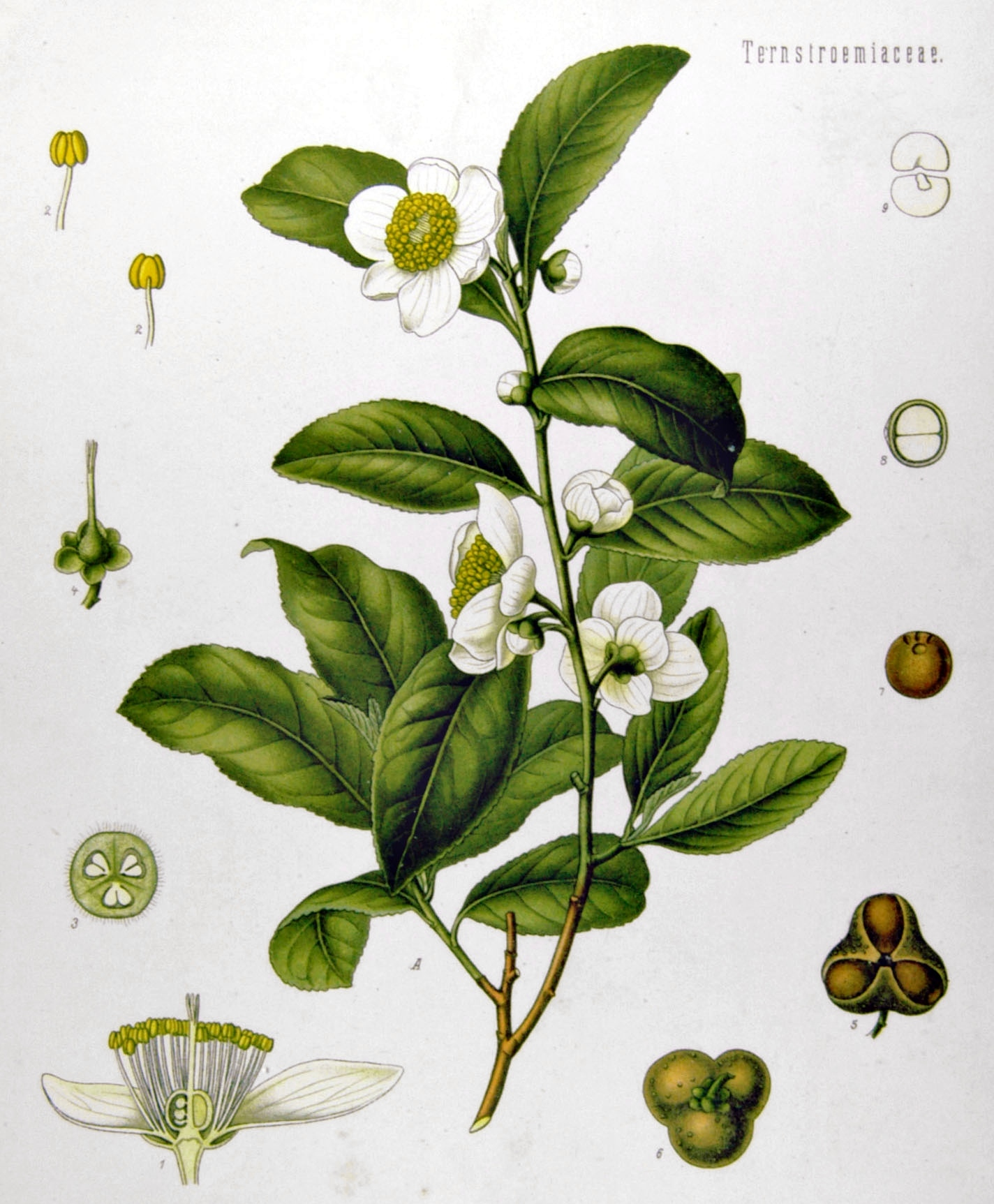
Čajovník čínský

### Fáze zpracování
- Fermentace je přirozený proces, který začne probíhat prakticky hned po utržení lístků od rostliny. Jedná se vlastně o oxidaci polyfenolů, jež tvoří asi 30% čajového listu. Dochází ke změně chemických vlastností. Zastavit fermentaci je možno zahřátím. To se provádí buď na kovových pánvích (čínský způsob) nebo spařováním (japonský způsob).
- Zavadnutí – čerstvě sklizené lístky se nechají na suchém vzdušném místě 10–16 hodin zavadnout tak, aby ztratily svou křehkost a bylo možné s nimi dále pracovat, aniž by se rozdrtily.
- Rolování – strojový proces, při němž se rozruší buněčná struktura listu a uvolní se různé chemické látky a enzymy podporující fermentaci
- Sušení – lístky se suší na pásových sušičkách. Obsah vody by měl klesnout pod 3%, ale nesmí dojít k připálení lístků, protože čaj poté většinou získá nežádoucí praženou či karamelovou příchuť či aroma.
- Třídění je konečný proces zpracování lístků.

### Typy čaje
- Zelený čaj: neoxidovaný
- Bílý čaj: lehce oxidovaný
- Žlutý čaj: lehce dodatečně oxidovaný
- Polozelený čaj: částečně oxidovaný
- Černý čaj: čaj dokonale oxidovaný
- Tmavý čaj (například Puerh): čaj oxidovaný i fermentovaný za přítomnosti mikroorganismů